# Bolanusoides yunnanensis
Bolanusoides yunnanensis är en insektsart som beskrevs av Huang och Zhang 2005. Bolanusoides yunnanensis ingår i släktet Bolanusoides och familjen dvärgstritar. Inga underarter finns listade i Catalogue of Life.